# حرية الدين في فلسطين
الحرية الدينية هي حرية ممارسة الدين، أو تغيير الدين، أو خلط الأديان، أو أن تكون غير متدين. يلعب الدين في دولة فلسطين دوراً قوياً في المجتمع، بما في ذلك النظام القانوني والنظام التعليمي.

## إطار قانوني
ليس لدى السلطة الفلسطينية دستور؛ ومع ذلك، ينص القانون الأساسي على الحرية الدينية. تمت الموافقة على القانون الأساسي في عام 2002 من قبل المجلس التشريعي الفلسطيني، ووقعه الرئيس ياسر عرفات آنذاك. ينص القانون الأساسي على أن الإسلام هو الدين الرسمي ولكنه يدعو أيضًا إلى احترام وقدسية الديانات السماوية مثل اليهودية والمسيحية.
وتشترط السلطة الفلسطينية على الفلسطينيين الإعلان عن انتمائهم الديني على أوراق الهوية. وتتعامل المحاكم الإسلامية أو المسيحية مع المسائل القانونية المتعلقة بالأحوال الشخصية. وتتولى هذه المحاكم قضايا الميراث والزواج والطلاق، وهي مخصصة للمسلمين والمسيحيين.
ليس لدى السلطة الفلسطينية قانون زواج مدني. من الناحية القانونية، يجوز لأعضاء مجموعة دينية واحدة أن يتفقوا بشكل متبادل على رفع نزاع الأحوال الشخصية إلى طائفة مختلفة للفصل فيه، ولكن في الممارسة العملية لم يحدث هذا. ويجب على الكنائس غير المعترف بها رسمياً من قبل السلطة الفلسطينية أن تحصل على إذن خاص لإجراء الزيجات أو الفصل في مسائل الأحوال الشخصية؛ ومع ذلك، من الناحية العملية، تنصح الكنائس غير المعترف بها بعد أعضائها بالزواج (أو الطلاق) في الخارج.
وبما أن الإسلام هو الدين الرسمي للسلطة الفلسطينية، فإن المؤسسات الإسلامية ودور العبادة تحظى بمعاملة تفضيلية وفقا لوزارة الخارجية الأمريكية. وفي الضفة الغربية وقطاع غزة، لدى السلطة الفلسطينية وزارة الأوقاف والشؤون الدينية، التي تدفع تكاليف بناء وصيانة المساجد ورواتب العديد من الأئمة الفلسطينيين. كما تقدم الوزارة دعماً مالياً محدوداً لبعض رجال الدين المسيحيين والجمعيات الخيرية المسيحية. ولا تقدم السلطة الفلسطينية دعما ماليا لأي مؤسسات يهودية أو أماكن مقدسة في الضفة الغربية لأن هذه المناطق تخضع عموما للسيطرة الإسرائيلية. وتتولى الحكومة الأردنية مسؤولية مؤسسات الوقف في القدس.
وتشترط السلطة الفلسطينية تدريس الدين في مدارس السلطة الفلسطينية، مع تقديم دورات منفصلة للطلاب المسلمين والمسيحيين. يتطلب المنهج الإلزامي دراسة المسيحية للطلاب المسيحيين والإسلام للطلاب المسلمين في الصفوف من الأول إلى السادس. قامت وزارة التربية والتعليم العالي في السلطة الفلسطينية بمراجعة الكتب المدرسية للمرحلتين الابتدائية والثانوية. وخلصت مراجعة الكتب المدرسية الفلسطينية بتمويل من الحكومة الأمريكية إلى أن الكتب المدرسية لم تتجاوز الحدود إلى التحريض ولكنها استمرت في إظهار عناصر عدم التوازن والتحيز وعدم الدقة. وأشار النقاد إلى أن الكتب المدرسية الجديدة غالبا ما تتجاهل الروابط اليهودية التاريخية مع إسرائيل والقدس.

## حرية الوصول إلى الأماكن المقدسة
مصدر خاص للصراع هو الحرم الشريف. وبينما تخضع القدس الشرقية للسيطرة الإسرائيلية، فإن الموقع يديره الأوقاف الإسلامية، وهي مؤسسة دينية أردنية لها علاقات مع السلطة الفلسطينية. وبينما يتمتع الوقف بسلطة مفترضة على المجمع، بما في ذلك من يمكنه الدخول وما قد يفعله، فإن الشرطة الإسرائيلية تسيطر على الوصول إلى المجمع. ويدعي مسؤولو الأوقاف أن لهم الحق الحصري في الموافقة على زيارة غير المسلمين، بينما تعارض الحكومة الإسرائيلية، وفقًا لسياستها، عبادة غير المسلمين.
منذ عام 2000، منع الوقف دخول غير المسلمين إلى قبة الصخرة والمسجد الأقصى. لا يجوز ارتداء الرموز الدينية غير الإسلامية على جبل الهيكل/الحرم الشريف.
وتبين أن سياسات الإغلاق الإسرائيلية تؤثر على الحرية الدينية، حيث لم يتمكن عشرات الآلاف من الفلسطينيين من الوصول إلى أماكن العبادة في القدس والضفة الغربية، بما في ذلك خلال الأعياد الدينية. وقد منعت سياسة الإغلاق التي تتبعها الحكومة الإسرائيلية العديد من الزعماء الدينيين الفلسطينيين، مسلمين ومسيحيين، من الوصول إلى رعاياهم. وأفاد رجال دين مسلمون ومسيحيون بوجود مشاكل في الوصول إلى المواقع الدينية في القدس وبيت لحم. وبينما تتخذ الحكومة الإسرائيلية ترتيبات خاصة في الأعياد الدينية لكل من المسيحيين والمسلمين، تظل الشكوى الرئيسية هي عدم كفاية ترتيبات الوصول المجاني من حيث عدد التصاريح الصادرة وعدم سلاسة الوصول.g
وقد منع العنف السياسي الفلسطيني الإسرائيليين من الوصول إلى الأماكن المقدسة اليهودية مثل قبر يوسف بالقرب من نابلس. منذ اندلاع الانتفاضة، منعت الحكومة الإسرائيلية المواطنين الإسرائيليين الذين يعملون بصفة غير رسمية من السفر إلى أجزاء الضفة الغربية الخاضعة للسيطرة المدنية والأمنية للسلطة الفلسطينية. منع هذا التقييد العرب الإسرائيليين من زيارة الأماكن المقدسة الإسلامية والمسيحية في الضفة الغربية، كما منع اليهود الإسرائيليين من زيارة مواقع أخرى، بما في ذلك كنيس وادي القلط وكنيس شالوم الإسرائيلي في أريحا. مستوطنون في الخليل يضايقون المصلين المسلمين في الحرم الإبراهيمي في الخليل والعكس صحيح. خلال الفترة التي شملها التقرير، قام ضباط إسرائيليون في بعض الأحيان بمنع مؤذن الحرم الإبراهيمي/مقام البطاركة في الخليل من رفع الأذان للصلاة عندما كان اليهود يصلون في الجزء الخاص بهم من الحرم الإبراهيمي.

## التمييز الديني
وجدت دراسة عام 2007 حوادث إساءة مجتمعية وتمييز على أساس المعتقد الديني في المقام الأول بين المسيحيين والمسلمين. وكثيراً ما توترت العلاقات بين اليهود وغير اليهود نتيجة للصراع الفلسطيني الإسرائيلي، فضلاً عن سيطرة إسرائيل على الوصول إلى الأماكن المقدسة للمسيحيين والمسلمين. كما توترت العلاقات بين مختلف فروع اليهودية.
لا تزال المواقف المجتمعية تشكل عائقًا أمام الزواج والتحول بين الأديان. تشجع معظم العائلات المسيحية والمسلمة أطفالها، وخاصة بناتهم على الزواج من طوائفهم الدينية. يواجه الأزواج الذين يتحدون هذه القاعدة المجتمعية معارضة مجتمعية وعائلية كبيرة. يمثل التحول تحديًا خاصًا بالنسبة للمسلمين الذين يتحولون إلى المسيحية.لأ
طلبت السلطات الإسرائيلية من رجال الدين المسيحيين العاملين في الضفة الغربية أو القدس، باستثناء بعض أولئك الذين يشملهم اتفاق الوضع الراهن أو المنتسبون إلى منظمات غير حكومية معترف بها، مغادرة البلاد كل 90 يومًا لتجديد تأشيراتهم السياحية. يواجه الكهنة والراهبات الكاثوليك والأرثوذكس وغيرهم من العاملين الدينيين، غالبًا من سوريا ولبنان، تأخيرات طويلة ويتم رفض طلباتهم أحيانًا لأسباب أمنية. إن النقص في رجال الدين الأجانب يعيق عمل الجماعات المسيحية.
فشلت السلطة الفلسطينية في وقف العديد من حالات الاستيلاء على الأراضي المملوكة للمسيحيين في منطقة بيت لحم من قبل العصابات الإجرامية. وفي العديد من الحالات، ورد أن العصابات الإجرامية استخدمت وثائق أراضي مزورة لتأكيد ملكية الأراضي المملوكة للمسيحيين. وتقاعست الشرطة عن التحقيق في معظم هذه الحالات. وفي حالتين، اعتقلت الشرطة المشتبه بهم ثم أطلقت سراحهم بكفالة وسمحت لهم بمواصلة احتلال الأرض المعنية. ووردت تقارير خلال الفترة المشمولة بالتقرير تفيد بأن قوات الأمن التابعة للسلطة الفلسطينية ومسؤولين قضائيين تواطأت مع أعضاء هذه العصابات للاستيلاء على الأراضي من المسيحيين.
كما نُشرت شكاوى تفيد بأن السلطات الإسرائيلية تقاعست عن إجراء تحقيق كامل في حوادث العنف ضد المسلمين والمسيحيين، وتقارير غير مؤكدة عن استهداف المسيحيين بالابتزاز أو الإساءة من قبل مسؤولي السلطة الفلسطينية، والتي فشلت السلطة الفلسطينية في التحقيق فيها.
ولم تتخذ السلطة الفلسطينية إجراءات كافية لمعالجة المضايقات والترهيب التي تعرض لها السكان المسيحيون في بيت لحم في الماضي من قبل الأغلبية المسلمة في المدينة. وفي سبتمبر/أيلول 2006، هوجمت سبع كنائس احتجاجاً على تصريحات البابا بنديكتوس السادس عشر حول الإسلام ومحمد. وأدان القادة الفلسطينيون من مختلف الأطياف السياسية الهجمات ضد الكنائس، ودعوا إلى الوحدة بين جميع الفلسطينيين، مسيحيين ومسلمين. ووقعت العديد من الهجمات الأخرى في قطاع غزة من قبل الجماعات المتطرفة، بما في ذلك ضد مقاهي الإنترنت، ومحلات الموسيقى، ومكتبة مسيحية (أغلقت منذ ذلك الحين)، والمدرسة الأمريكية الدولية في مدينة غزة. هاجم مسلحون، يقال إنهم مرتبطون بجماعة إسلامية سلفية، مهرجانًا رياضيًا في مدرسة ابتدائية في غزة برعاية وكالة الأمم المتحدة لإغاثة وتشغيل اللاجئين الفلسطينيين في الشرق الأدنى (الأونروا)، مشيرين إلى أن الأنشطة المختلطة بين الجنسين في المدرسة تتعارض مع التعاليم الإسلامية.

## الموقف تجاه المسيحيين
تعمل الكنائس في القدس والضفة الغربية وقطاع غزة ضمن واحدة من ثلاث فئات عامة:
1. الكنائس المعترف بها بموجب اتفاقيات الوضع الراهن التي توصل إليها في ظل الحكم العثماني في أواخر القرن التاسع عشر. تشمل هذه المجموعة الكنائس الأرثوذكسية اليونانية، والروم الكاثوليك، والأرمن الأرثوذكس، والآشوريين، والسريان الأرثوذكس، والروم الكاثوليك، والقبطية، والأرثوذكسية الإثيوبية، والأسقفية، واللوثرية. وتعتبر أحكام محاكمهم الكنسية ملزمة قانوناً فيما يتعلق بالأحوال الشخصية وبعض المسائل المتعلقة بالممتلكات.
2. البروتستانت، بما في ذلك الكنائس الإنجيلية، أنشئت بين أواخر القرن التاسع عشر وعام 1967، والتي، على الرغم من وجودها وتعمل، لا تعترف بها السلطة الفلسطينية رسميًا. وتضم هذه المجموعة مجمع الله والكنيسة الناصرية وبعض الكنائس المعمدانية. يُسمح لهم بالتشغيل الحر ويمكنهم أداء بعض الوظائف القانونية للأحوال الشخصية.
3. شهود يهوه وبعض الجماعات المسيحية الإنجيلية التي واجهت معارضة لجهودها للحصول على الاعتراف، سواء من المسلمين، الذين يعارضون تبشيرهم، أو من المسيحيين، الذين يخشون أن الوافدين الجدد قد يعطلون الوضع الراهن.

يعيش ما بين 36.000 إلى 50.000 مسيحي في السلطة الفلسطينية، ينتمي معظمهم إلى الكنائس الأرثوذكسية (اليونانية الأرثوذكسية والأرثوذكسية العربية) والكاثوليكية (بما في ذلك الملكيت). ويعيش غالبية المسيحيين الفلسطينيين في مناطق بيت لحم ورام الله ونابلس.
يصف المؤرخ الإسرائيلي بيني موريس العلاقات المسيحية الإسلامية بأنها عنصر انقسام في المجتمع الفلسطيني.
في عام 2007 كان هناك 3,200 مسيحي يعيشون في قطاع غزة. وقد فر نصف المجتمع المسيحي في غزة إلى الضفة الغربية وخارجها بعد سيطرة حماس على القطاع في عام 2007.
لقد تضاءلت المجتمعات المسيحية في السلطة الفلسطينية وقطاع غزة بشكل كبير خلال العقدين الماضيين. إن أسباب هجرة المسيحيين الفلسطينيين موضع نقاش واسع النطاق. تفيد تقارير رويترز أن العديد من المسيحيين الفلسطينيين يهاجرون بحثًا عن مستويات معيشية أفضل، بينما تلقي هيئة الإذاعة البريطانية اللوم أيضًا على التدهور الاقتصادي في السلطة الفلسطينية بالإضافة إلى ضغط الوضع الأمني على أسلوب حياتهم. ويرى الفاتيكان والكنيسة الكاثوليكية أن الاحتلال الإسرائيلي والصراع العام في الأراضي المقدسة هما السببان الرئيسيان لنزوح المسيحيين من المناطق. وكانت هناك أيضًا حالات اضطهاد من قبل عناصر إسلامية متطرفة، خاصة في قطاع غزة.
في عام 2007، أصدرت وزارة الخارجية الأمريكية دراسة عن حالة الحرية الدينية في الأراضي الفلسطينية كجزء من دراستها الدولية السنوية. وبحسب التقرير، يتمتع المسيحيون والمسلمون بعلاقات جيدة على الرغم من وجود التوترات. ظلت التوترات القائمة بين اليهود وغير اليهود مرتفعة خلال الفترة المشمولة بالتقرير، وأدى استمرار العنف إلى تفاقم تلك التوترات. وخلص التقرير إلى أن سياسة حكومة السلطة الفلسطينية ساهمت في حرية ممارسة الشعائر الدينية بشكل عام، على الرغم من استمرار المشاكل المتعلقة بالصراعات بين الأديان، بما في ذلك المعاملة التمييزية والتفضيلية.
في عام 2012، هاجمت مجموعة من 50 مراهق مسلم مجمع سكني مسيحي في بيت فاجي، وقاموا بإلقاء الحجارة وتحطيم السيارات والنوافذ وإصابة العديد من السكان. وقام بطريرك القدس اللاتيني وحارس الأراضي المقدسة والأسقف المساعد للقدس بزيارة الموقع لمشاهدة الأضرار وإدانة الحادث.

## الموقف تجاه اليهود واليهودية
يتضمن خطاب الجماعات المسلحة الفلسطينية تعبيرات عن معاداة السامية. ويقوم بعض الزعماء الدينيين المسلمين بإلقاء خطب على محطة التلفزيون الرسمية للسلطة الفلسطينية تتضمن عبارات معادية للسامية. ومن بين هؤلاء، في مايو/أيار 2005، ألقى الشيخ إبراهيم مديري خطبة شبه فيها اليهود بـ "فيروس مثل الإيدز".

## الموقف من الكفر
يواجه الملحدون وغير المتدينين في فلسطين تمييزًا وتحديات لا يواجهها الفلسطينيون المتدينون. وليد الحسيني، مدون ملحد، اعتقل من قبل عملاء المخابرات الفلسطينية وقضى 10 أشهر في أحد سجون الضفة الغربية بسبب إدلائه بتصريحات عبر الإنترنت تنتقد الإسلام، تعرض خلالها للإساءة والاستجواب بشكل متكرر. ثم هرب بعد ذلك إلى الأردن وعاش في باريس. وبحسب وكالة معاً الإخبارية، في حين أن المعتقدات السياسية العلمانية "ليست غير شائعة" في المجتمع الفلسطيني، فإن "التعبير عن وجهات النظر التي تعتبر معادية للديانات السائدة يعتبر من قبل الكثيرين بمثابة تحريض وليس حرية تعبير".

## روابط خارجية
- مكتب الولايات المتحدة للديمقراطية وحقوق الإنسان والعمل. تقرير الحرية الدينية الدولية 2007 – إسرائيل والأراضي المحتلة. تحتوي هذه المقالة على نص من هذا المصدر، الموجود في الملكية العامة.